# 高知駐屯地
高知駐屯地（こうちちゅうとんち、JGSDF Camp Kouchi）は、高知県香南市香我美町上分3390に所在し第50普通科連隊等が駐屯する陸上自衛隊の駐屯地である。

## 概要
1962年（昭和37年）の開設以来、同市岸本地区の海岸近くに所在（香我美町岸本469-1 北緯33度32分32.1秒 東経133度44分10.5秒 / 北緯33.542250度 東経133.736250度）していたが、近い将来に発生することが危惧される南海地震の津波を考慮し、2010年（平成22年）3月に同市内の高台に庁舎等を建設し第1営舎地区として開庁し所在部隊が善通寺駐屯地、旧駐屯地から移転した。旧駐屯地は、第14施設中隊等が引き続き駐屯し第2営舎地区となった。
高知駐屯地司令は、第50普通科連隊長が兼務（2010年（平成22年）3月25日までは第14施設中隊長が兼務）。
2012年（平成24年）3月までは、岸本地区の旧駐屯地との2個営舎体制で運用（同様の運用形態は他に今津駐屯地などがあった（現在は1個営舎））していたが、徳島県阿南市に開設された徳島駐屯地への移駐に伴い、第2営舎地区は約50年の歴史に幕を下ろして閉鎖された。

戦闘訓練のため300m射撃場および爆破訓練場を有する「高知演習場」が隣接し、南海地震のみならず重要影響事態等の本格的な有事にも備えている。

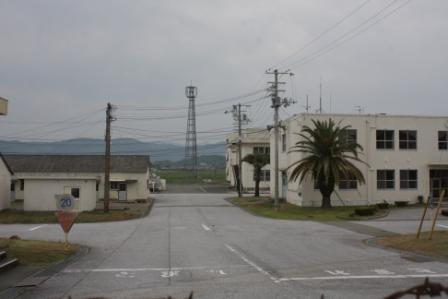
閉鎖された第2営舎（2012年5月23日）

## 沿革
善通寺駐屯地高知分屯地
- 1962年（昭和37年）4月20日：第325地区施設隊が善通寺駐屯地から香美郡香我美町岸本（現：香南市香我美町岸本）の善通寺駐屯地高知分屯地（旧高知駐屯地）に移駐し、高知分屯地が発足[3][4]。

（旧）高知駐屯地
- 1966年（昭和41年）2月21日：高知駐屯地に昇格[5]。
- 1981年（昭和56年）3月25日：第2混成団新編に伴い、第325地区施設隊を第2混成団施設隊に改編。
- 2006年（平成18年）3月27日：

1. 第14旅団の新編に伴い、第2混成団施設隊が第14施設中隊に改編。
2. 第14後方支援隊第1整備中隊施設整備小隊（第14施設中隊を支援支援）が新編。
3. 第312基地通信中隊高知派遣隊が第323基地通信中隊高知派遣隊に改編。

高知駐屯地
- 2010年（平成22年）3月26日：香南市香我美町上分に新たに駐屯地が開設され第1営舎地区とし、従来の駐屯地は第2営舎地区となる。

1. 第1営舎地区で高知駐屯地業務隊が編成完結。
2. 第50普通科連隊および第14後方支援隊第2整備中隊第2普通科直接支援小隊が善通寺駐屯地から移駐。
3. 第419会計隊および第323基地通信中隊高知派遣隊が第2営舎地区から移駐。

- 2012年（平成24年）3月26日：第2営舎所在部隊の第14施設中隊および第14後方支援隊第1整備中隊施設整備小隊が徳島県阿南市の徳島駐屯地へ移駐し、第2営舎が閉鎖。
- 2015年（平成27年）3月26日：中部方面会計隊の改編に伴い、第419会計隊が廃止され、第348会計隊高知派遣隊が設置される。
- 2021年（令和03年）3月18日：第348会計隊高知派遣隊が第419会計隊に改編。

## 駐屯部隊

### 中部方面隊隷下部隊
- 第14旅団
  - 第50普通科連隊
  - 第14後方支援隊
    - 第2整備中隊
      - 第2普通科直接支援小隊：第50普通科連隊を支援
- 中部方面会計隊
  - 第419会計隊
- 中部方面システム通信群
  - 第104基地システム通信大隊
    - 第323基地通信中隊
      - 高知派遣隊
- 高知駐屯地業務隊

### 防衛大臣直轄部隊
- 中部方面警務隊
  - 第133地区警務隊
    - 高知派遣隊

### 共同の部隊
- 自衛隊情報保全隊
  - 中部情報保全隊
    - 高知情報保全派遣隊

## 駐屯していた部隊：高知駐屯地第2営舎（旧高知駐屯地）
- 第325地区施設隊：1962年（昭和37年）3月（善通寺駐屯地から移駐）から1981年（昭和56年）3月24日の間。第2混成団施設隊に改編。
- 第2混成団施設隊：1981年（昭和56年）3月25日から2006年（平成18年）3月26日の間。第14施設中隊へ改編。
- 第14施設中隊：2006年（平成18年）3月27日から2012年（平成24年）3月26日の間。徳島駐屯地へ移駐。
- 第14後方支援隊第1整備中隊施設整備小隊：2006年（平成18年）3月27日から2012年（平成24年）3月26日の間。徳島駐屯地へ移駐。

## 最寄の幹線交通
- 高速道路：高知自動車道南国IC、高知東部自動車道香南かがみIC、
- 一般道：国道55号（南国バイパス）、国道32号、高知県道221号奥西川岸本線、高知県道227号山北岸本停車場線、高知県道14号春野赤岡線
- 鉄道：土佐くろしお鉄道阿佐線香我美駅
- 港湾：高知港、須崎港、宿毛湾港（重要港湾）
- 飛行場：高知空港（第二種空港）

## 重要施設
- 高知県庁
- 高知市役所
- 高知空港
- 本川発電所（出力61.5万kW。四国最大の水力発電所）（吾川郡いの町）
- 高知変電所（一次変電所）（高知市）
- 江ノ口変電所（中間変電所）（高知市）
- 早明浦ダム（四国西部地域一帯の重要な水瓶である）（長岡郡本山町）／（土佐郡土佐町）

## その他
- 第2混成団施設隊時代の初期（1980〜90年代）は、全国で唯一3等陸佐が駐屯地司令に就任していた。